# Михайрин, Матвей Александрович
Матвей Александрович Михайрин (бел. Мацвей Аляксандравіч Міхайрын; род. 22 сентября 2005, Брест) — белорусский футболист, защитник дзержинского «Арсенала».

## Карьера

### «Центр футбола»
Воспитанник футбольной академии брестского «Динамо», к которой присоединился к возрасте 5 лет. Первым тренером футболиста был Владимир Викторович Воронов. В 2019 году футболист стал выступать на лицензировании в брестском клубе. В начале 2021 года футболист перешёл в брестский «Рух», где также продолжил выступать на юношеском уровне. В 2022 году брестский клуб был расформирован, а футболист остался в его юношеском отделении, которое позже взяло себе название «Центр футбола». В сезоне 2023 года футболист вместе с клубом отправился выступать во Вторую лигу. В июне 2023 года футболист находился на просмотре в российском «Краснодаре», однако вернулся назад в брестский клуб. По итогу дебютного сезона футболист вместе с клубом стал бронзовым призёром чемпионата, получив прямое повышение в Первую лигу. На протяжении сезона футболист был одним из основных игроков клуба, отличившись 14 забитыми голами вов сех турнирах. В январе 2024 года футболист продлил контракт с клубом до конца сезона. Однако вскоре клуб объявил о расформировании, оставив только юношеские отделения.

### «Динамо» Минск
В феврале 2024 года футболист на правах свободного агента перешёл в минское «Динамо». Дебютировал за клуб футболист 16 марта 2024 года в матче против «Сморгони», выйдя на замену на 78 минуте. В апреле 2024 года футболист отправился в распоряжение второй команды минского клуба. Дебютный матч за команду футболист сыграл 6 апреля 2024 года против долбизновской «Нивы», выйдя на поле в стартовом составе. Дебютным забитым голом за клуб футболист отличился 3 мая 2024 года против «Островца». В июле 2024 года вместе с основной командой отправился на квалификационные матчи Лиги чемпионов УЕФА и Лиги Европы УЕФА, однако на поле так и не вышел. На протяжении всего сезона футболист в основном выступал за вторую команду клуба, за которую успел отличиться 2 забитыми голами и результативной передачей. Также футболист досрочно стал победителем чемпионата Беларуси. В феврале 2025 года футболист покинул минское «Динамо», сменив клубную прописку.

### «Арсенал» Дзержинск
В феврале 2025 года футболист на правах свободного агента перешёл в дзержинский «Арсенал», подписав контракт до конца сезона. Дебютировал за клуб футболист 16 марта 2025 года в матче против брестского «Динамо», выйдя на замену на 76 минуте.

## Международная карьера
В 2019 году футболист выступал за юношескую сборную Беларуси до 15 лет. В январе 2021 года футболист в составе юношескую сборную Беларуси до 17 лет принимал участие в Кубке Развития. Дебютировал за сборную футболист 31 января 2021 года в матче против сборной Молдавии. В октябре 2021 года футболист вместе со сборной отправился на квалификационные матчи юношеского чемпионата Европы.
В ноябре 2022 года футболист сыграл матч за юношескую сборную Беларуси до 18 лет. В марте 2023 года футболист получил вызов в юношескую сборную Беларуси до 19 лет. В ноябре 2023 года футболист вместе со сборной отправился на квалификационные матчи юношеского чемпионата Европы до 19 лет. Дебютировал за сборную футболист 15 ноября 2023 года в матче против сборной Греции.

## Достижения
«Динамо» Минск 
- Чемпион Беларуси: 2024